# Liste des ascensions du Tour de France 2021
Pour un article plus général, voir Tour de France 2021.
La liste des ascensions du Tour de France 2021 répertorie les cols et côtes empruntés par les coureurs lors de la 108e édition de la course cycliste par étape du Tour de France.

## Présentation
Un total de 60 ascensions sont répertoriées pour l'édition 2021 : 5 classées hors catégorie, 13 de première catégorie, 9 de deuxième, 10 de troisième et 23 de quatrième.
Le point culminant est atteint au Port d'Envalira (en Andorre), lors de la 15e étape, à 2 408 m d'altitude. Le Souvenir Henri-Desgrange y est ainsi décerné.

## Répartition
Par massif
Pour des raisons techniques, il est temporairement impossible d'afficher le graphique qui aurait dû être présenté ici.

Par catégorie
Pour des raisons techniques, il est temporairement impossible d'afficher le graphique qui aurait dû être présenté ici.

## Liste
| Ascension                                | Catégorie | Département                     | Massif montagneux   | Altitude | Étape | Coureur en tête au sommet |
| ---------------------------------------- | --------- | ------------------------------- | ------------------- | -------- | ----- | ------------------------- |
| Côte de Trébéolin                        | 4e        | Finistère                       | Massif armoricain   | 90 m     | 1re   | Victor Campenaerts        |
| Côte de Rosnoën                          | 4e        | Finistère                       | Massif armoricain   | 141 m    | 1re   | Danny van Poppel          |
| Côte de Locronan                         | 3e        | Finistère                       | Massif armoricain   | 194 m    | 1re   | Anthony Perez             |
| Côte de Stang Ar Garront                 | 4e        | Finistère                       | Massif armoricain   | 77 m     | 1re   | Ide Schelling             |
| Côte de Saint-Rivoal                     | 4e        | Finistère                       | Massif armoricain   | 263 m    | 1re   | Ide Schelling             |
| Côte de la Fosse aux Loups               | 3e        | Finistère                       | Massif armoricain   | 176 m    | 1re   | Julian Alaphilippe        |
| Côte de Sainte-Barbe                     | 4e        | Côtes-d'Armor                   | Massif armoricain   | 76 m     | 2e    | Anthony Perez             |
| Côte de Pordic                           | 4e        | Côtes-d'Armor                   | Massif armoricain   | 80 m     | 2e    | Ide Schelling             |
| Côte de Saint-Brieuc                     | 4e        | Côtes-d'Armor                   | Massif armoricain   | 96 m     | 2e    | Edward Theuns             |
| Côte du village de Mûr-de-Bretagne       | 4e        | Côtes-d'Armor                   | Massif armoricain   | 182 m    | 2e    | Edward Theuns             |
| Mûr-de-Bretagne - Guerlédan (1)          | 3e        | Côtes-d'Armor                   | Massif armoricain   | 293 m    | 2e    | Mathieu van der Poel      |
| Mûr-de-Bretagne - Guerlédan (2)          | 3e        | Côtes-d'Armor                   | Massif armoricain   | 293 m    | 2e    | Mathieu van der Poel      |
| Côte de Cadoudal                         | 4e        | Morbihan                        | Massif armoricain   | 157 m    | 3e    | Ide Schelling             |
| Côte de Pluméliau                        | 4e        | Morbihan                        | Massif armoricain   | 122 m    | 3e    | Jelle Wallays             |
| Côte de Saint-Aignan                     | 4e        | Loir-et-Cher                    | Val de Loire        | 134 m    | 6e    | Greg Van Avermaet         |
| Côte de Château-Chinon                   | 3e        | Nièvre                          | Morvan              | 534 m    | 7e    | Matej Mohorič             |
| Côte de Glux-en-Glenne                   | 4e        | Nièvre                          | Morvan              | 739 m    | 7e    | Matej Mohorič             |
| Côte de la Croix de la Libération        | 3e        | Saône-et-Loire                  | Morvan              | 577 m    | 7e    | Matej Mohorič             |
| Signal d'Uchon                           | 2e        | Saône-et-Loire                  | Morvan              | 635 m    | 7e    | Matej Mohorič             |
| Côte de la Gourloye                      | 4e        | Saône-et-Loire                  | Morvan              | 468 m    | 7e    | Matej Mohorič             |
| Côte de Copponex                         | 3e        | Haute-Savoie                    | Alpes               | 731 m    | 8e    | Wout Poels                |
| Côte de Menthonnex-en-Bornes             | 4e        | Haute-Savoie                    | Alpes               | 810 m    | 8e    | Wout Poels                |
| Côte de Mont-Saxonnex                    | 1re       | Haute-Savoie                    | Alpes               | 960 m    | 8e    | Wout Poels                |
| Col de Romme                             | 1re       | Haute-Savoie                    | Alpes               | 1 297 m  | 8e    | Michael Woods             |
| Col de la Colombière                     | 1re       | Haute-Savoie                    | Alpes               | 1 618 m  | 8e    | Dylan Teuns               |
| Côte de Domancy                          | 2e        | Haute-Savoie                    | Alpes               | 810 m    | 9e    | Pierre Latour             |
| Col des Saisies                          | 1re       | Savoie                          | Alpes               | 1 650 m  | 9e    | Wout Poels                |
| Col du Pré                               | HC        | Savoie                          | Alpes               | 1 748 m  | 9e    | Nairo Quintana            |
| Cormet de Roselend                       | 2e        | Savoie                          | Alpes               | 1 968 m  | 9e    | Nairo Quintana            |
| Montée de Tignes                         | 1re       | Savoie                          | Alpes               | 2 089 m  | 9e    | Ben O'Connor              |
| Col de Couz                              | 4e        | Savoie                          | Alpes               | 622 m    | 10e   | Hugo Houle                |
| Côte de Fontaine-de-Vaucluse             | 4e        | Vaucluse                        | Alpes               | 197 m    | 11e   | Julian Alaphilippe        |
| Côte de Gordes                           | 4e        | Vaucluse                        | Alpes               | 344 m    | 11e   | Julian Alaphilippe        |
| Col de la Liguière                       | 1re       | Vaucluse                        | Alpes               | 998 m    | 11e   | Dan Martin                |
| Mont Ventoux (1)                         | 1re       | Vaucluse                        | Alpes               | 1 910 m  | 11e   | Julian Alaphilippe        |
| Mont Ventoux (2)                         | HC        | Vaucluse                        | Alpes               | 1 910 m  | 11e   | Wout van Aert             |
| Côte du Belvédère de Tharaux             | 3e        | Gard                            | Massif central      | 329 m    | 12e   | Nils Politt               |
| Côte du Pic Saint-Loup                   | 4e        | Hérault                         | Massif central      | 303 m    | 13e   | Pierre Latour             |
| Col du Bac                               | 3e        | Aude                            | Pyrénées            | 622 m    | 14e   | Kristian Sbaragli         |
| Col de Montségur                         | 2e        | Ariège                          | Pyrénées            | 1 059 m  | 14e   | Wout Poels                |
| Col de la Croix des Morts                | 2e        | Ariège                          | Pyrénées            | 898 m    | 14e   | Michael Woods             |
| Côte de Galinagues                       | 3e        | Aude                            | Pyrénées            | 948 m    | 14e   | Wout Poels                |
| Col de Saint-Louis                       | 2e        | Pyrénées-Orientales             | Pyrénées            | 706 m    | 14e   | Bauke Mollema             |
| Montée de Mont-Louis                     | 1re       | Pyrénées-Orientales             | Pyrénées            | 1 560 m  | 15e   | Wout Poels                |
| Col de Puymorens                         | 2e        | Pyrénées-Orientales             | Pyrénées            | 1 915 m  | 15e   | Wout van Aert             |
| Port d'Envalira Souvenir Henri-Desgrange | 1re       | Andorre                         | Pyrénées            | 2 408 m  | 15e   | Nairo Quintana            |
| Col de Beixalís                          | 1re       | Andorre                         | Pyrénées            | 1 796 m  | 15e   | Sepp Kuss                 |
| Col de Port                              | 2e        | Ariège                          | Pyrénées            | 1 249 m  | 16e   | Mattia Cattaneo           |
| Col de la Core                           | 1re       | Ariège                          | Pyrénées            | 1 395 m  | 16e   | Patrick Konrad            |
| Col de Portet d'Aspet                    | 2e        | Haute-Garonne                   | Pyrénées            | 1 069 m  | 16e   | Patrick Konrad            |
| Côte d'Aspret-Sarrat                     | 4e        | Haute-Garonne                   | Pyrénées            | 478 m    | 16e   | Patrick Konrad            |
| Col de Peyresourde                       | 1re       | Haute-Garonne / Hautes-Pyrénées | Pyrénées            | 1 569 m  | 17e   | Anthony Turgis            |
| Col de Val Louron-Azet                   | 1re       | Hautes-Pyrénées                 | Pyrénées            | 1 580 m  | 17e   | Anthony Perez             |
| Col du Portet                            | HC        | Hautes-Pyrénées                 | Pyrénées            | 2 215 m  | 17e   | Tadej Pogačar             |
| Côte de Notre-Dame-de-Piétat             | 4e        | Pyrénées-Atlantiques            | Pyrénées            | 370 m    | 18e   | Christopher Juul Jensen   |
| Côte de Loucrup                          | 4e        | Hautes-Pyrénées                 | Pyrénées            | 528 m    | 18e   | Julian Alaphilippe        |
| Col du Tourmalet Souvenir Jacques-Goddet | HC        | Hautes-Pyrénées                 | Pyrénées            | 2 115 m  | 18e   | Pierre Latour             |
| Luz-Ardiden                              | HC        | Hautes-Pyrénées                 | Pyrénées            | 1 715 m  | 18e   | Tadej Pogačar             |
| Côte de Bareille                         | 4e        | Pyrénées-Atlantiques            | Pyrénées            | 207 m    | 19e   | Jonas Rutsch              |
| Côte des Grès                            | 4e        | Yvelines                        | Vallée de Chevreuse | 160 m    | 21e   | Mikkel Bjerg              |

## Classement final du Grand-Prix de la montagne

Portraits des trois premiers du classement
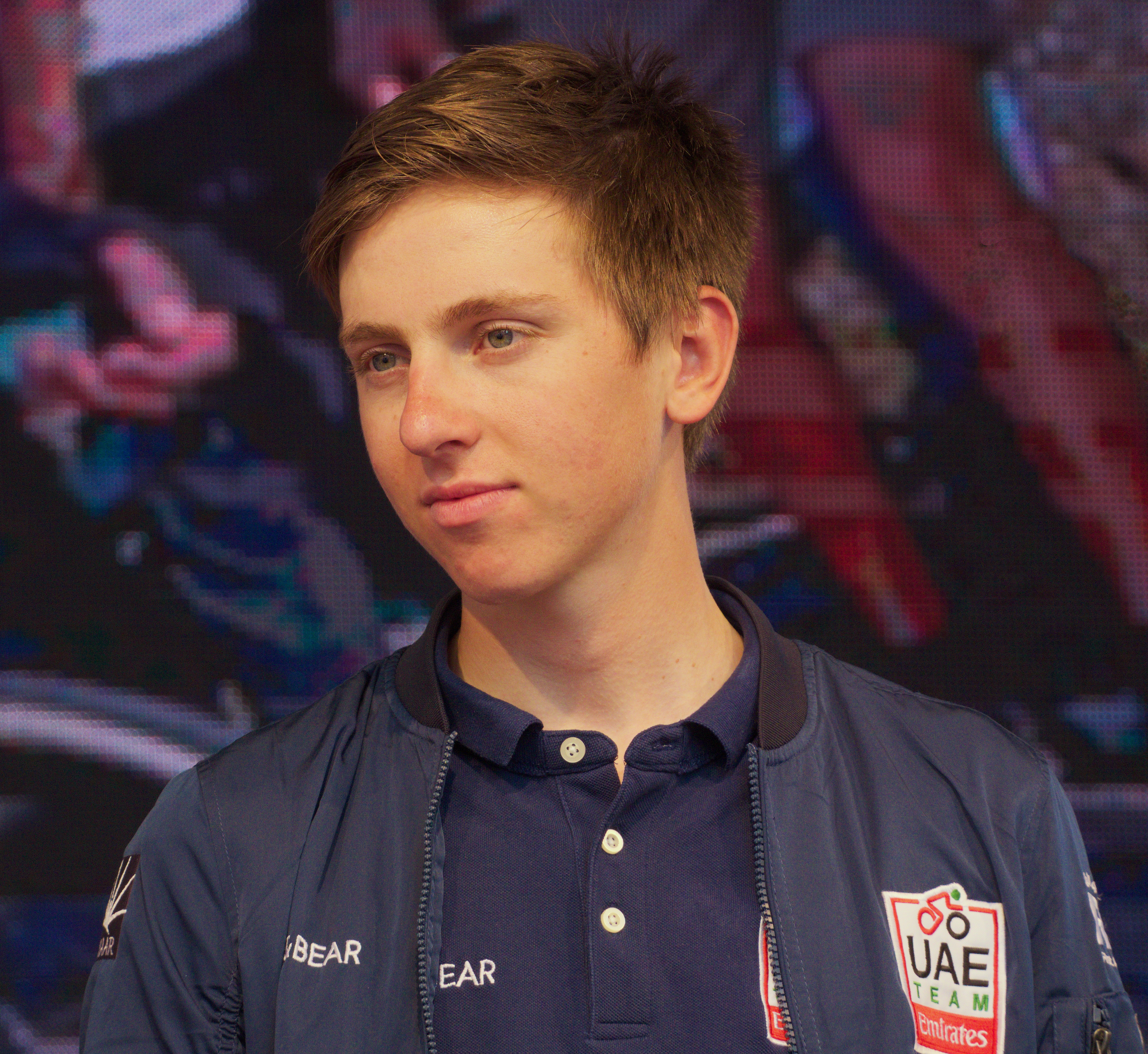
1. Tadej Pogačar
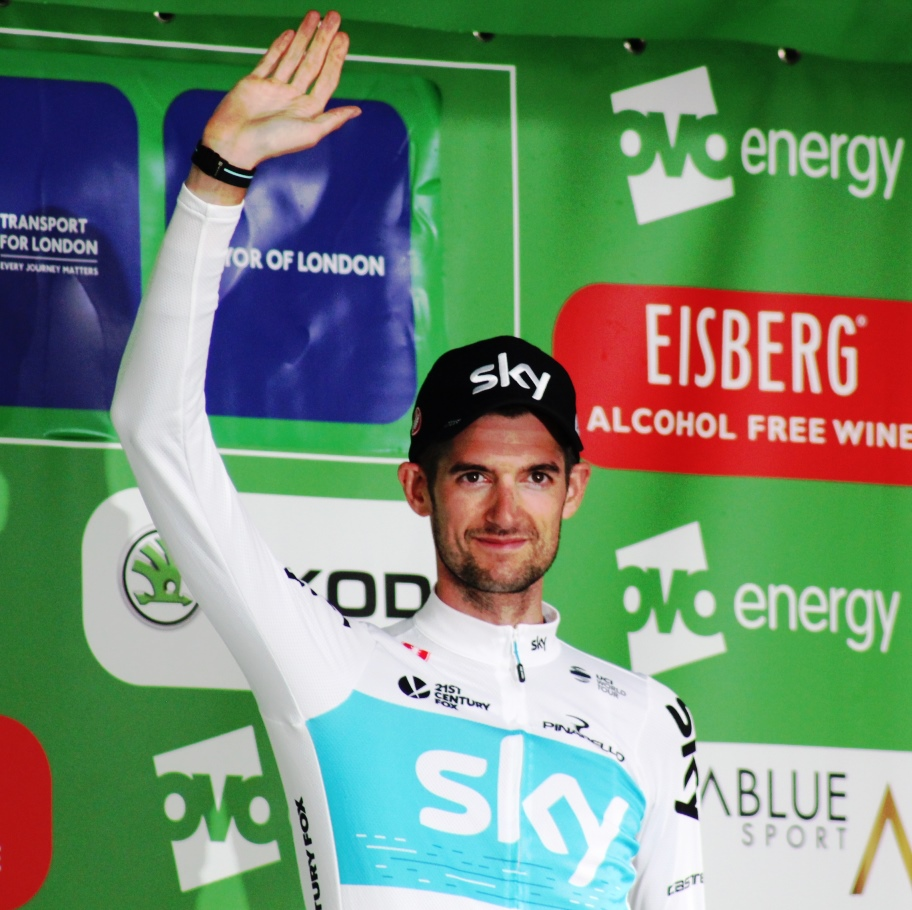
2. Wout Poels
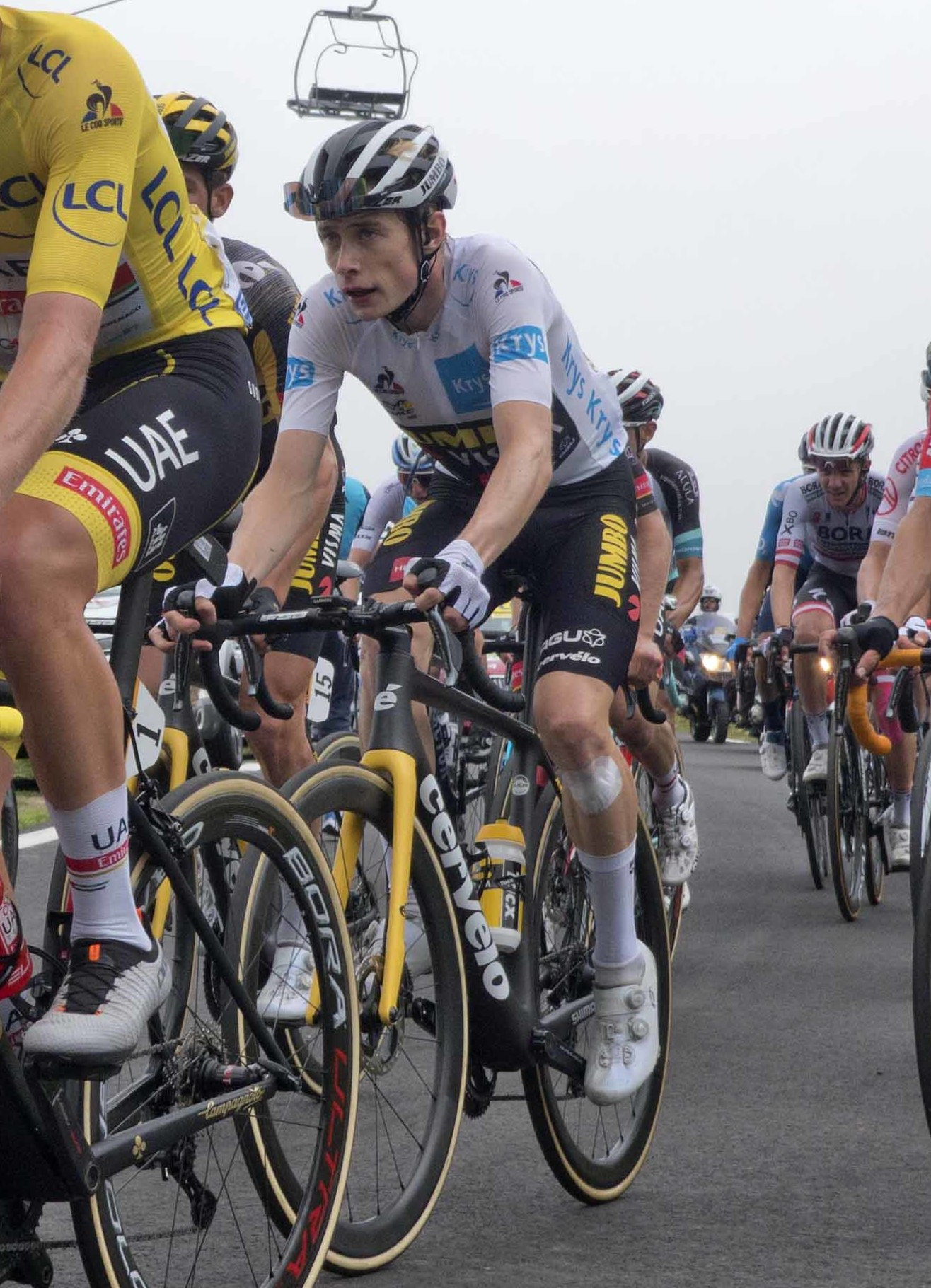
3. Jonas Vingegaard

| Classement de la montagne | Classement de la montagne | Classement de la montagne | Classement de la montagne | Classement de la montagne |
| Coureur                   | Coureur                   | Pays                      | Équipe                    | Points                    |
| ------------------------- | ------------------------- | ------------------------- | ------------------------- | ------------------------- |
| 1er                       | Tadej Pogačar             | Slovénie                  | UAE Team Emirates         | 107 pts                   |
| 2e                        | Wout Poels                | Pays-Bas                  | Bahrain Victorious        | 88 pts                    |
| 3e                        | Jonas Vingegaard          | Danemark                  | Jumbo-Visma               | 82 pts                    |
| 4e                        | Wout van Aert             | Belgique                  | Jumbo-Visma               | 68 pts                    |
| 5e                        | Nairo Quintana            | Colombie                  | Arkéa-Samsic              | 66 pts                    |
| 6e                        | Richard Carapaz           | Équateur                  | Ineos Grenadiers          | 56 pts                    |
| 7e                        | Ben O'Connor              | Australie                 | AG2R Citroën Team         | 44 pts                    |
| 8e                        | Bauke Mollema             | Pays-Bas                  | Trek-Segafredo            | 41 pts                    |
| 9e                        | David Gaudu               | France                    | Groupama-FDJ              | 41 pts                    |
| 10e                       | Anthony Perez             | France                    | Cofidis                   | 37 pts                    |